# Nurachi
Nurachi (sardinski: Nuràchi) je grad i općina (comune) u pokrajini Oristanu u regiji Sardiniji, Italija. Nalazi se na nadmorskoj visini od 7 metara i ima 1 782 stanovnika.
 Prostire se na 15,97 km². Gustoća naseljenosti je 112 st/km².
Susjedne općine su: Baratili San Pietro, Cabras, Oristano i Riola Sardo.